# وردامه
وردامه (به عربی: وردامة) یک منطقهٔ مسکونی در لیبی است که در استان جبل‌الاخضر واقع شده‌است.